# 蒲生忠鄉
蒲生忠乡（日语：／ Gamō Tadasato，1602年—1627年2月19日）是陸奥会津藩第2代藩主。初代藩主蒲生秀行長男。母为德川家康三女振姬。正室为藤堂高虎之女。官至从三位参議、下野守。幼名龟千代。

## 经历
慶長17年（1612年）5月，父亲秀行死后以10歳之龄继承会津60万石。9月与弟弟鶴千代（也就是后来的忠知）一同在德川家康下元服，赐松平姓并得到将軍德川秀忠的偏諱，接着又从祖父蒲生氏乡处取1字得名松平忠乡（蒲生忠乡）。虽然此时并未成年，但是已经得到了其母振姬作为后见。
母振姬为了氏乡到弟弟忠知时代中家中的稳定，将家老冈重政定为死罪。慶長20年（1615年）的大坂之陣被任命留在江户城。
在治理领土之中将会津若松城改造成了五层天守，并援助了再建中的惠隆寺，在领内出现饥荒的时候，传说下令禁止烙饼、酿酒和豆腐。
元和5年（1619年）将藤堂高虎之女迎为正室。元和9年（1623年）被任命为侍从。宽永元年（1624年）在江户藩邸迎来了大御所秀忠和将軍家光的御成。在此期间，重臣阶层的抗争仍在继续，但是因为闺沟的缘故没有什么大碍。宽永3年（1626年）后水尾天皇的二条城行幸时上洛，之后晋升为正四位。这时候却得了疱疹，翌宽永4年（1627年）1月4日逝世，享年26岁。墓所在福岛县会津若松市高严寺。
因为和正室藤堂氏并没有生下孩子而导致蒲生氏因此断绝。但是因为其母为德川家康之女，于是在出羽上山藩领有4万石的弟弟忠知作为后继者领有伊予松山24万石，以减封36万石为条件同意了家名存续。会津便由蒲生氏转交给了加藤嘉明并同时领有40万石。

## 脚注
1. ↑  《宽政重修诸家谱》、《蒲生记》。
2. ↑  村川, 浩平. . : 103.